# Gong Jinjie
En aquest nom xinès, el cognom és Gong.
Gong Jinjie (en xinès: 宫金杰, en pinyin: Gōng Jīnjié, Jilin, 12 de novembre de 1986) és una ciclista xinesa, especialista en el ciclisme en pista. Medallista als Jocs Olímpics de Londres i als de Rio de Janeiro, també ha guanyat vuit medalles als Campionats del món en pista.

## Palmarès
- 2005
  - Campiona d'Àsia en Velocitat per equips (amb Zhang Lei i Gao Yawei)
- 2006
  - Medalla d'or als Jocs Asiàtics en velocitat
  - Campiona d'Àsia en 500 metres
  - Campiona d'Àsia en Velocitat
  - Campiona d'Àsia en Velocitat per equips (amb Wang Jianling)
- 2008
  - Campiona d'Àsia en 500 metres
  - Campiona d'Àsia en Velocitat per equips (amb Zheng Lulu)
- 2009
  - Campiona d'Àsia en 500 metres
  - Campiona d'Àsia en Velocitat per equips (amb Zheng Lulu)
- 2010
  - Campiona d'Àsia en Velocitat per equips (amb Lin Junhong)
- 2011
  - Campiona d'Àsia en Velocitat per equips (amb Lin Junhong)
- 2012
  -  Medalla de plata als Jocs Olímpics de Londres en Velocitat per equips (amb Guo Shuang)
- 2015
  -  Campiona del món en Velocitat per equips (amb Zhong Tianshi)
- 2016
  -  Medalla d'or als Jocs Olímpics de Rio de Janeiro en Velocitat per equips (amb Zhong Tianshi)
  - Campiona d'Àsia en Velocitat per equips (amb Zhong Tianshi)

### Resultats a laCopa del Món
- 2007-2008
  - 1a a Copenhaguen, en 500 m
- 2008-2009
  - 1a a la Classificació general, en 500 m
- 2009-2010
  - 1a a Melbourne i Pequín, en Velocitat per equips
- 2010-2011
  - 1a a Melbourne i Pequín, en Velocitat per equips
- 2011-2012
  - 1a a Pequín, en Velocitat per equips
- 2012-2013
  - 1a a Aguascalientes, en Velocitat
- 2014-2015
  - 1a a Londres, en Velocitat per equips
- 2015-2016
  - 1a a Cali i Cambridge, en Velocitat per equips